# Enrique Granados
Pantaleón Enrique Joaquín Granados Campiña (Lleida, 27 luglio 1867 – La Manica, 24 marzo 1916) è stato un compositore e pianista spagnolo.
Dedito alla musica impressionista, è comunemente considerato un esponente del nazionalismo musicale e la sua musica è caratterizzata da uno stile unicamente spagnolo. Fu inoltre un bravo pittore sullo stile di Francisco Goya. 

## Biografia
Pantaleón Enrique Joaquín Granados Campiña nacque a Lleida in Catalogna, Spagna. Da giovane studiò pianoforte a Barcellona, e tra i suoi insegnanti vi furono Francisco Jurnet e Joan Baptista Pujol. Nel 1887 si recò a Parigi per studiare con il pianista Charles-Wilfrid de Beriot, e ritornò in patria due anni dopo. A Parigi poté approfondire l'amicizia con Albéniz, e conoscere personalmente molti compositori tra cui Fauré, Debussy, Ravel, Dukas, d'Indy e Saint-Saëns. I suoi primi successi arrivarono nel 1898 con l'opera Maria del Carmen suonata a Madrid, che attirò l'attenzione del re Alfonso XIII. 
Nel 1911 Granados completò la sua suite per pianoforte, denominata Goyescas, che divenne la sua opera più celebre. Tale suite è una raccolta di sei pezzi basati su pitture di Goya. Il successo dell'opera lo incoraggiò ad espanderla: nel 1914 scrisse un'opera basata su tale materiale, ma lo scoppio della prima guerra mondiale lo obbligò ad annullare la prima europea. Fu invece suonata a New York il 26 gennaio 1916, e fu un enorme successo per il compositore. Subito dopo fu invitato a suonare un concerto per il presidente Thomas Woodrow Wilson.

## Morte
Granados, a causa di un ritardo dovuto all'accettazione dell'invito recatogli da Wilson per il concerto, non riuscì a  prendere la nave per tornare in Spagna; fu costretto perciò a prendere una nave per Liverpool, da dove si imbarcò poi su un traghetto passeggeri, il Sussex, verso Dieppe (Francia). Nel canale della Manica, il Sussex fu silurato da un sottomarino tedesco; secondo i testimoni, Granados, in un tentativo di salvare la moglie Amparo, che vide in acqua poco distante dalla sua scialuppa, affogò insieme a lei.

## Musica e influenze
Granados scrisse musica per pianoforte, musica da camera (un quintetto per pianoforte, musica per violino e pianoforte), canzoni, zarzuelas, ed un poema sinfonico basato sulla Divina Commedia di Dante. Molti suoi componimenti per pianoforte furono trascritti per chitarra e sono tra le più belle musiche nel repertorio di questo strumento: tra le più apprezzate si trovano Dedicatoria, la Danza Espaňola No. 5 e la tonadilla La Maja de Goya.
Granados ebbe influenza su almeno due compositori spagnoli famosi: Manuel de Falla e Pau Casals.

## Opere
- 12 Danzas españolas (1890) per pianoforte. I contenuti dei quattro volumi sono: Vol. 1: Galante, Orientale, Fandango; Vol. 2: Villanesca; Andaluza; Rondalla aragonesa; Vol. 3: Valenciana; Sardana; Romántica; Vol. 4: Melancólica; Arabesca; Bolero.
- María del Carmen (1898), opera.
- Allegro de concierto (1903).
- Escenas románticas (1903) per pianoforte. Le "scene" sono: Mazurca; Berceuse; Allegretto; Mazurka; Allegro appassionato; Epílogo.
- Dante (1908), poema sinfonico.
- Tonadillas (1910) per voce e pianoforte. I titoli delle canzoni nella raccolta sono: Amor y odio; Callejeo; El majo discreto; El majo tímido; El mirar de la maja; El tra-la-la y el punteado; La maja de Goya; La Maja Dolorosa I, II y III; Ay majo de mi vida!, Oh muerte cruel!, De aquel majo amante; La currutacas modestas; Sí al retiro me llevas; El majo olvidado.
- Goyescas (1911), suite per pianoforte. I movimenti in cui è suddivisa sono: Los Requiebros; Coloquio en la Reja; El Fandango de Candil; Quejas ó la Maja y el Ruiseñor; El Amor y la Muerte; Epilogo (Serenata del Espectro).
- Bocetos (1912) che contiene: Despertar del cazador; El hada y el niño; Vals muy lento; La campana de la tarde.
- Colección de canciones amatorias (1915), per voce e pianoforte. Le singole canzoni sono: Descúbrase el secreto; Mañanica era; Mira que soy niña; Gracia mía; Iban al Pinar; No lloráis ojuelos.
- Goyescas, (1916), opera cantata da Giuseppe De Luca, Giovanni Martinelli (tenore) e Flora Perini e con Rosina Galli (ballerina) al Metropolitan Opera House di New York.
- 6 Estudios expresivos
- 6 Piezas sobre cantos populares españoles, che includono: Añoranza; Ecos de la parranda; Vascongada; Marcha oriental; Zambra; Zapateado.
- Madrigal, per violoncello e pianoforte.
- Sonata, per violino e pianoforte (c. 1910)[2]

## Scritti
- Método teórico práctico para el uso de los pedales del Piano (prima parte), Madrid, Ildefonso Alier, s.d. https://fr.scribd.com/doc/304563471/Granados-E-Metodo-Teorico-Practico-Para-El-Uso-de-Los-Pedales-Del-Piano